# Danza macabra

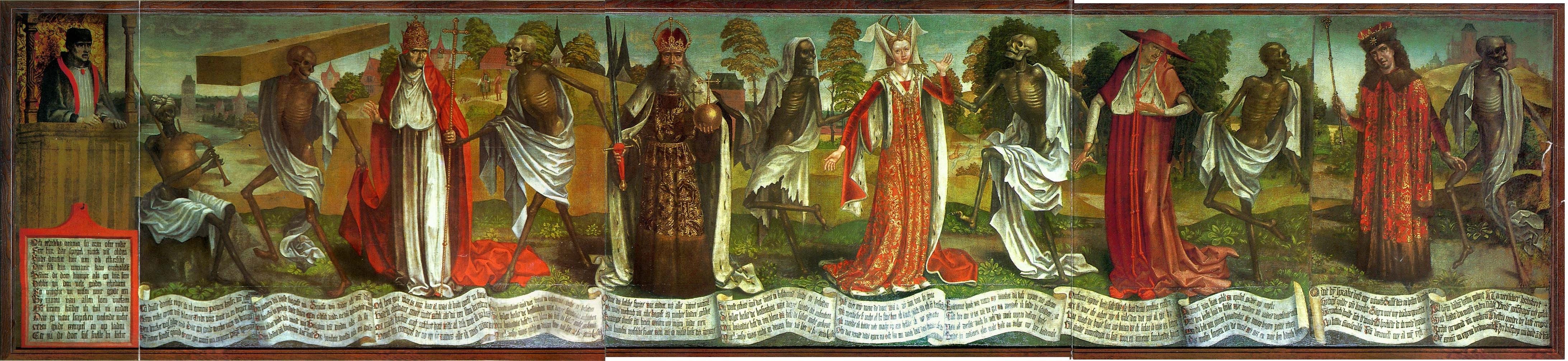
Frammento della Danza macabra di Bernt Notke, conservata presso la Chiesa di San Nicola a Tallinn.

La danza macabra è un tema iconografico tardo medievale nel quale è rappresentata una danza fra uomini e scheletri.

## Descrizione
Gli scheletri sono una personificazione della morte, mentre gli uomini sono solitamente abbigliati in modo da rappresentare le diverse categorie della società dell'epoca, dai personaggi più umili, come contadini e artigiani, ai più potenti, come l'imperatore, il papa, principi e prelati.
Una delle più antiche raffigurazioni conosciute della "Danza macabra" è senza dubbio quella che venne realizzata a Parigi, lungo una delle mura del vecchio Cimitero degli Innocenti, nel 1424. Da qui il nome fu consacrato con il suo termine latino Chorea macabæorum, cioè "Danza dei Maccabei", una rappresentazione sacra riferita al racconto biblico dei sette fratelli Maccabei che, condannati a morte, scomparivano ad uno ad uno dalla scena del martirio, come una specie di danza. La traslazione dal latino al francese generò il termine "Danse Machabré", da cui deriva la parola macabro. Il murale parigino andò distrutto nel 1669, ma nel frattempo era stato copiato sui muri di altri cimiteri europei, come quello vicino all'antica cattedrale di San Paolo a Londra e aveva ispirato un numero enorme di raffigurazioni pittoriche e a stampa.
La diffusione del tema, assieme ad un certo compiacimento nella rappresentazione di scheletri e di morti, è stata messa in relazione con la grande peste del 1348, che infuriò in tutta Europa e che rese la morte un fenomeno familiare nei vari paesi europei. Alberto Tenenti sottolinea come il "senso di pietà" per la propria sorte e l'ironia tragica, tipica di questi componimenti, siano stati passaggi fondamentali per liberare l'uomo dall'ideale cristiano della morte. I dipinti dedicati a questo tema sono visitabili in varie località d'Europa: Italia, Croazia (Vermo), Francia, Germania, Polonia (Cracovia), Svizzera, Estonia, Slovenia (Cristoglie), ecc.
Il soggetto ha genericamente la funzione di memento mori ("ricordati che devi morire") e, rispetto ai soggetti apocalittici più diffusi nell'Alto Medioevo, come le rappresentazioni del Giudizio universale, esprime una visione più individualistica della morte e talvolta anche una certa ironia nei confronti delle gerarchie sociali dell'epoca. È importante notare che la figura della Morte come agente della volontà divina scomparve per un certo periodo, lasciando iconograficamente soltanto i cadaveri, simboli del conturbante richiamo dell'Aldilà, quasi laicizzando l'ideale della morte. 
Questa parentesi però dura per poco tempo: a breve, componimenti come La Danza macabra delle donne (Martial d'Auvergne) e La Danza dei ciechi (Pietro di Michault) riconsegnano il tema della Danza Macabra al moralismo e alla sfera religioso-sacrale cristiana.

## Nel XIX e XX secolo
- Danse macabre è il titolo e il tema di una lunga poesia di Charles Baudelaire dedicata allo scultore Ernest Christophe e inserita nella raccolta I Fiori del Male pubblicata nel 1857.
- Ispirandosi alle suggestioni iconografiche del passato, il musicista francese Camille Saint-Saëns compone nel 1874 una romantica, benché tragica, Danse macabre.
- Allo scoppio del primo conflitto mondiale, tra il 1915 e 1916 il grande artista italiano Alberto Martini realizza la sua Danza Macabra Europea: 54 litografie a colori divise in cinque serie. Le litografie, in formato cartolina, sono state spedite tra il 1914 e 1916 soprattutto al fronte per sensibilizzare l'opinione pubblica riguardo alle atrocità della guerra. La maestria di Alberto Martini è stata tale da riuscire a unire al tradizionale "memento mori" una forte carica satirica che ne ha accentuato la drammaticità.
- In concomitanza di periodi particolarmente sanguinosi, il tema della danza macabra o della danza degli scheletri è stato talvolta riproposto dall'arte figurativa pittorica o scultorea. Un curioso esempio di danza macabra, dal valore più grottesco che didattico, è messa persino su pellicola da Woody Allen, nel film Amore e guerra. Il film narra le bizzarre vicende di un giovanotto russo dei primi dell'Ottocento, che attraversa suo malgrado le guerre napoleoniche fino a trovarsi al cospetto dell'imperatore stesso. Poiché il protagonista si trova a dissertare diverse volte del senso della vita e della morte insieme ad altri personaggi, il film si conclude con lui che danza goffamente con la morte in persona, curiosamente vestita di bianco, ma con l'immancabile falce. L'effetto è molto ironico, ma il richiamo alle danze macabre medievali è forte. Ben più drammatica è la rappresentazione della danza macabra messa in scena dal regista Ingmar Bergman nella scena finale de Il settimo sigillo.
- La danza macabra di Clusone compare nel videogioco The Witcher 3: Wild Hunt[4].
- Il titolo del videogioco Grim Fandango (1998) è riconducibile alla danza macabra dato che può essere parafrasato con "ballo con la morte". La traduzione letterale dall'inglese è "Tristo (mietitore)" e "Fandango" (tipico ballo iberico).
- Si ispirano alla Danza Macabra almeno due famosi cartoni animati: la Danza degli scheletri di Walt Disney (1929), e la Canzone degli scheletri inserita in La Sposa Cadavere di Tim Burton, del 2005. In entrambi i casi un gruppo di scheletri saltellanti si lanciano in danze acrobatiche e usano le loro stesse ossa come strumenti musicali.
- Danza Macabra è anche il titolo di un saggio di Stephen King che riassume la tematica macabra in letteratura e cinematografia tra gli anni Cinquanta e gli Ottanta, edito negli USA nel 1983 e in Italia nel 1992. Lo stesso titolo è stato assegnato a una saga di libri fantasy, scritta dalla giovane scrittrice Gabriella Bertolino. Il primo volume è stato pubblicato nel 2018 dalla casa editrice Elpìs[5].
- Tra il 2014 e il 2020 lo xilografo italiano Leandro Lottici ha realizzato 5 xilografie di grandi dimensioni (matrici di 56 × 116 cm) sul tema della Danza Macabra nelle metropoli contemporanee e una serie di XVII grandi disegni a dimensione d’uomo: un ideale fregio continuo, grafite e sanguigna su carta, di oltre 25 metri. Da uno dei disegni della Danza Macabra di Lottici nel 2021 è stato realizzato anche un Non-fungible token a scopo collezionistico. I lavori sono stati esposti al pubblico per la prima volta al Museo della Cucina[6] a Roma.

## Galleria d'immagini

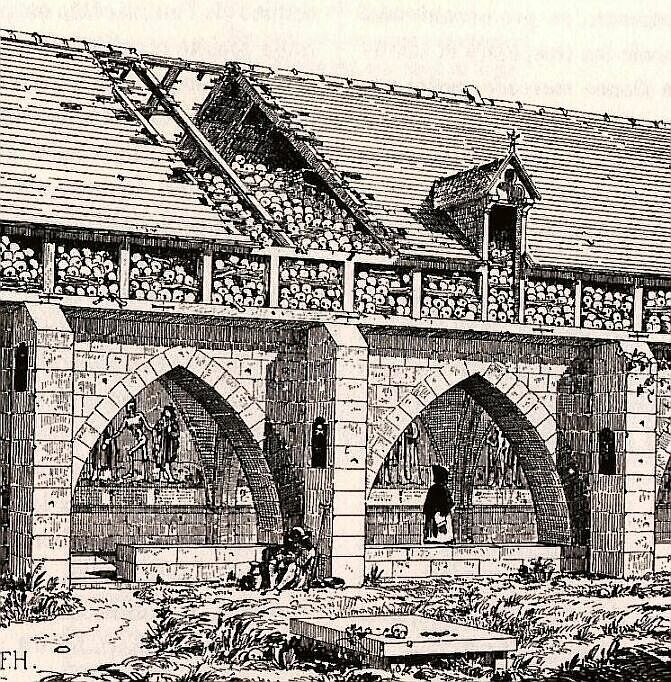
La Danza Macabra ritratta sotto le arcate del Cimitero degli Innocenti
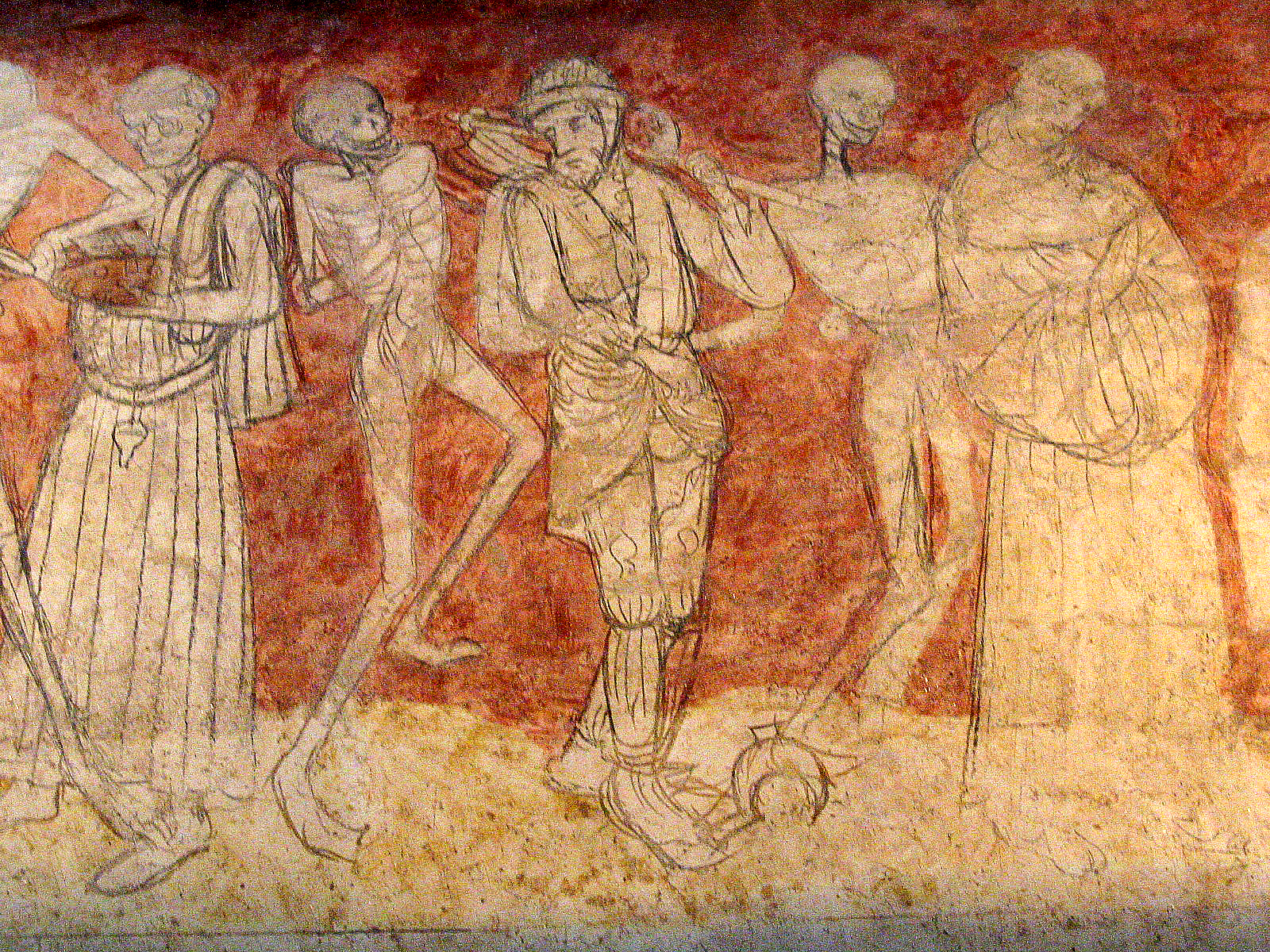
Frammento dell'affresco della Danse macabre (XV secolo) sito su una parete interna dell'Abbazia di Chaise-Dieu in Alvernia (Francia).
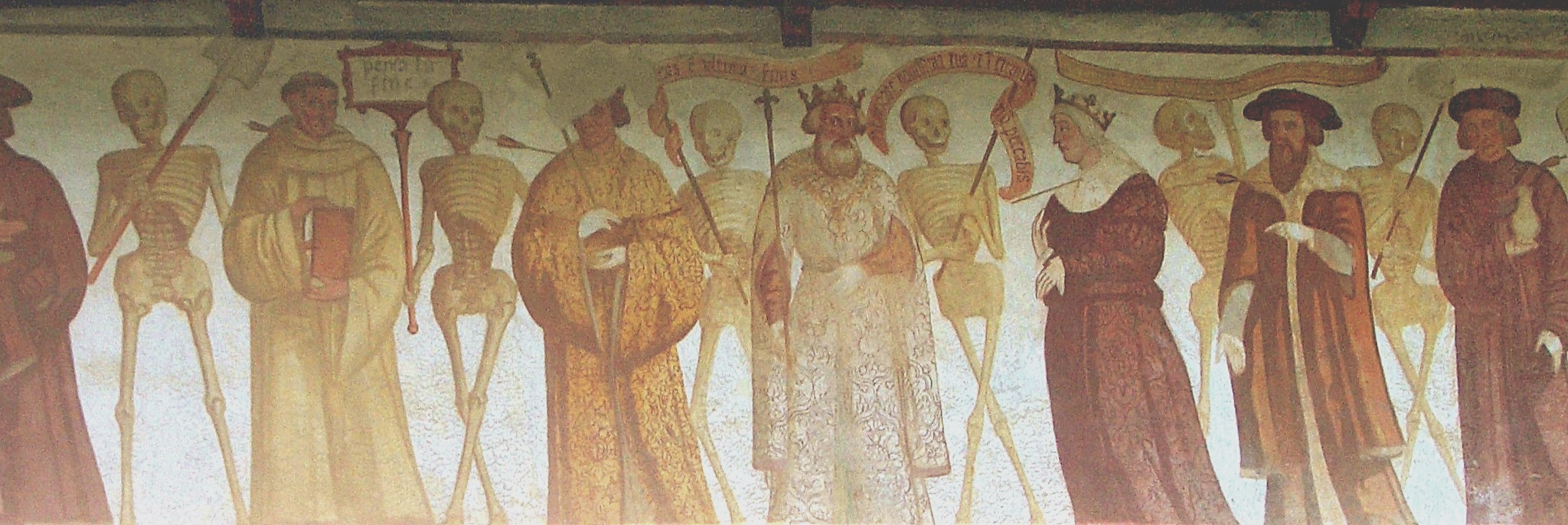
Particolare della Danza macabra di Simone II Baschenis nella chiesa di San Vigilio a Pinzolo
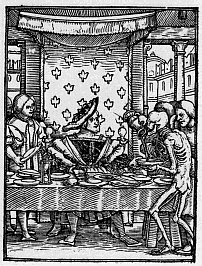
Hans Holbein il giovane, danza macabra, xilografia, particolare. Holbein mostra come la peste non facesse distinzione, né di ceto, né di classe.
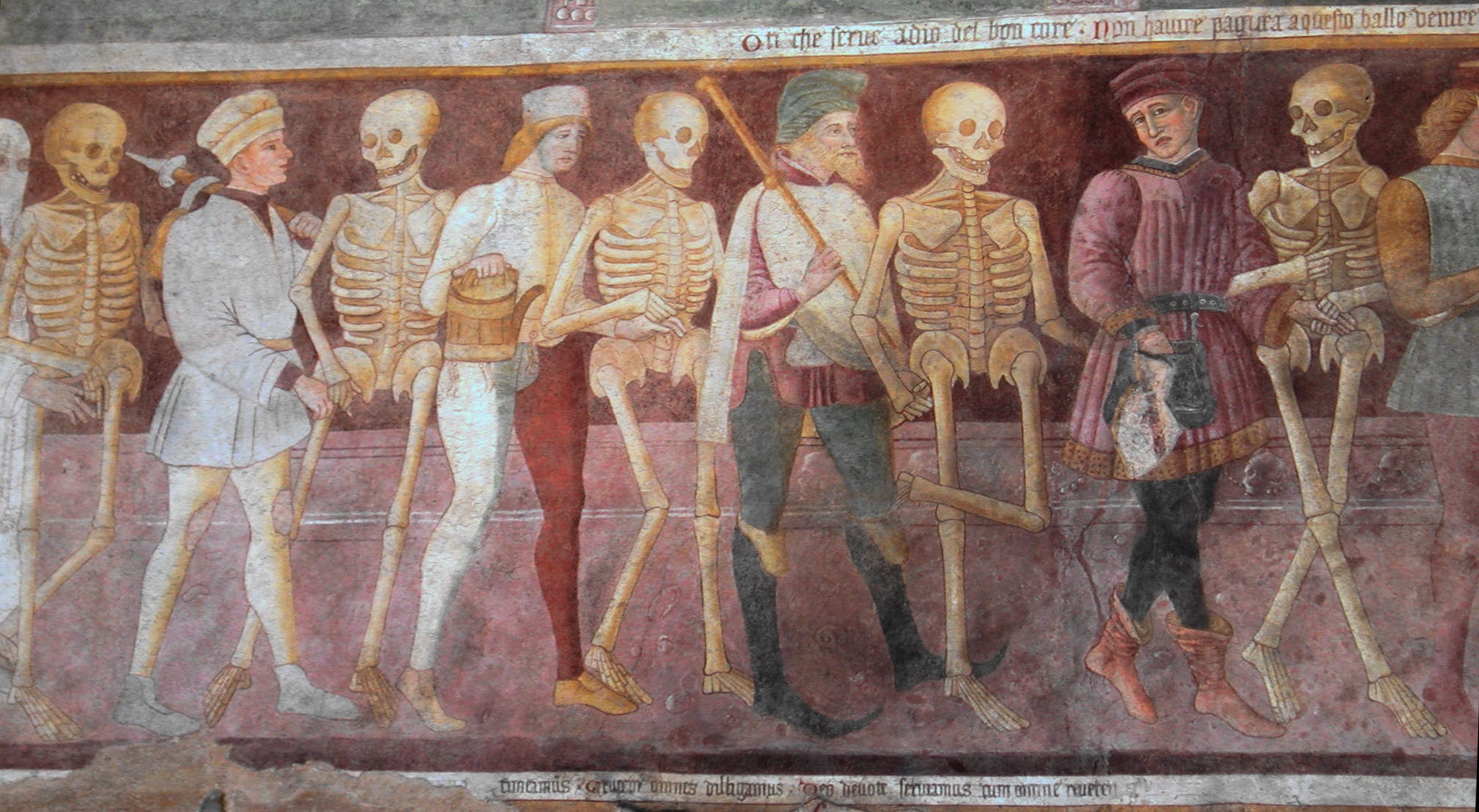
Danza macabra di Giacomo Borlone de Buschis sull'esterno dell'Oratorio dei Disciplini a Clusone (1485)
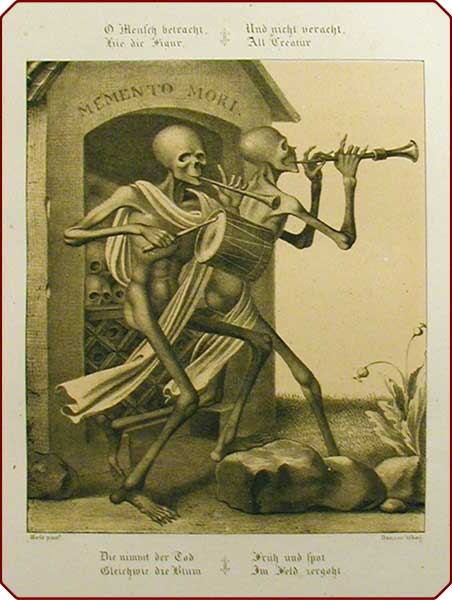
Danza macabra, raffigurazione da un manoscritto del 1850
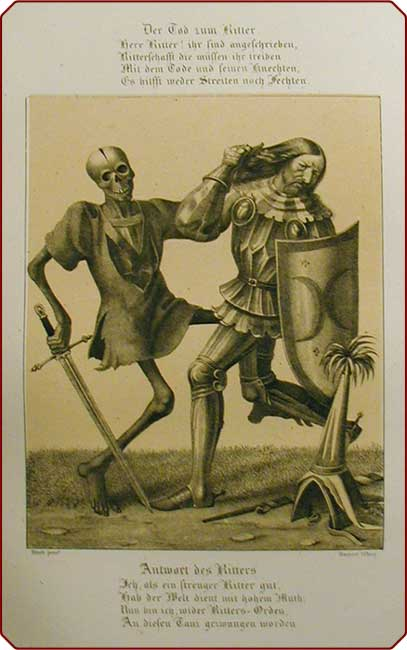
Danza macabra, di Hieronymus Hess (1860)
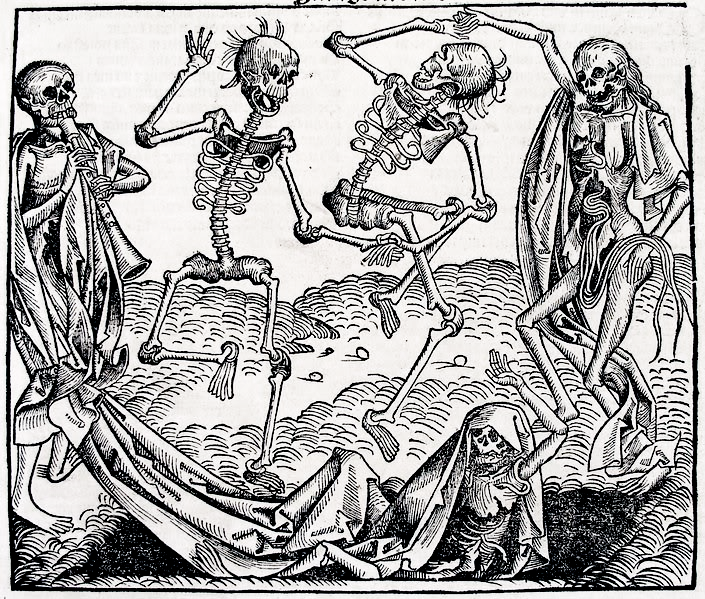
Michael Wolgemut, Danza macabra (1493) da Liber chronicarum di Hartmann Schedel.
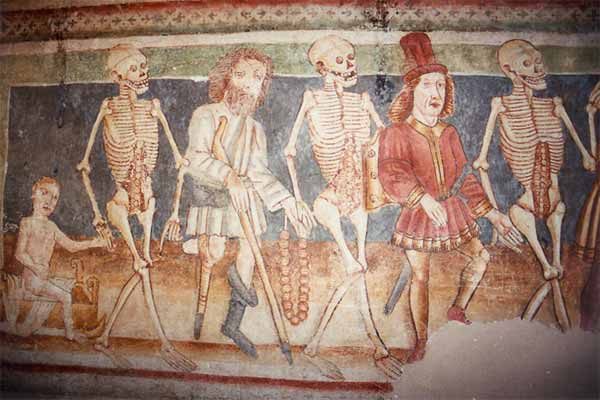
Particolare della danza macabra di Giovanni da Castua nella chiesa di Cristoglie (Hrastovlje).
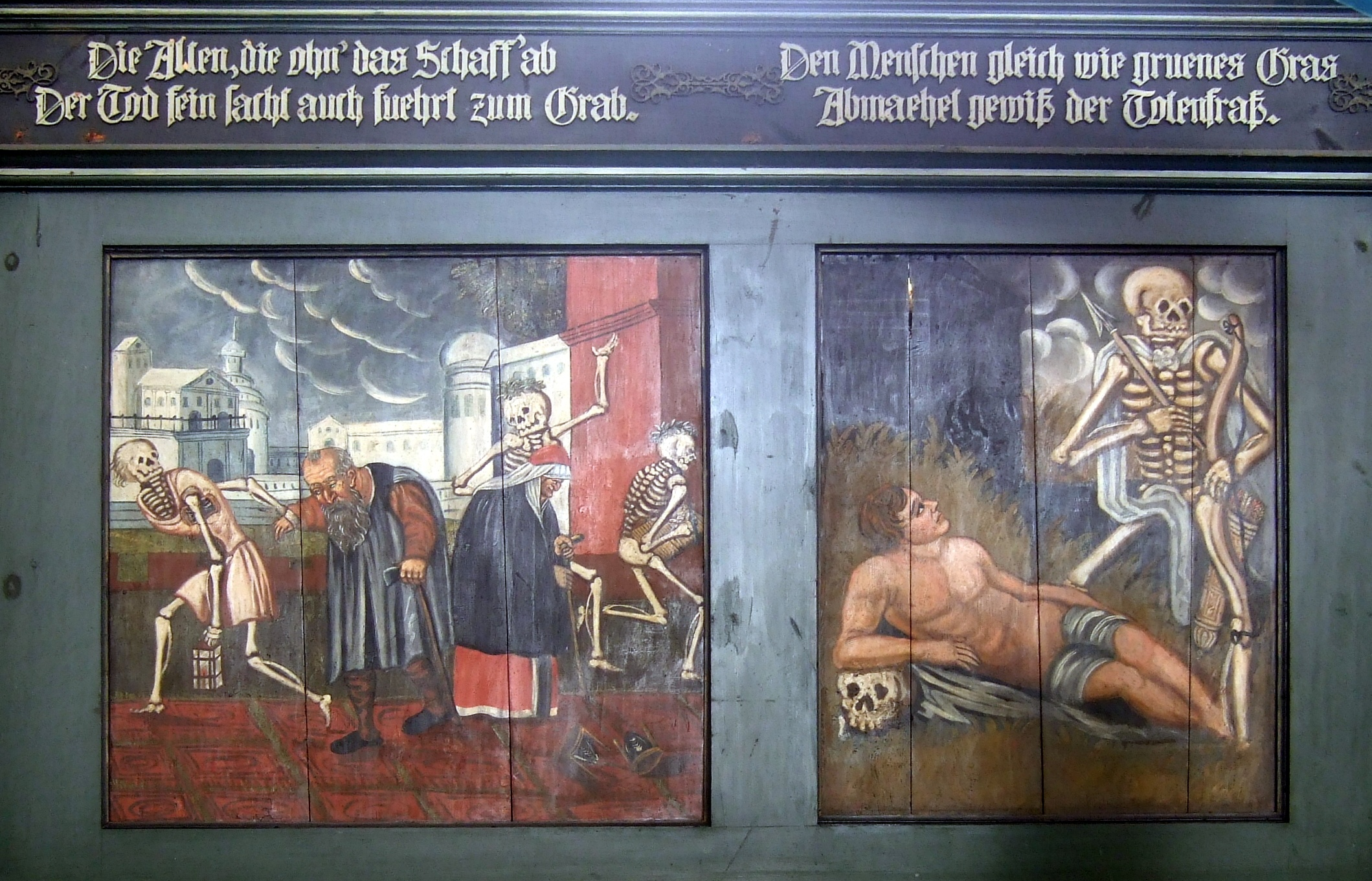
Giovinezza e vecchiaia dal polittico di Danza macabra del pittore Caspar Siegmund Köppe nella chiesa di San Pietro a Wolgast (1700 circa)